# Crocidura grandiceps
Crocidura grandiceps är en däggdjursart som beskrevs av Rainer Hutterer 1983. Crocidura grandiceps ingår i släktet Crocidura och familjen näbbmöss. Inga underarter finns listade i Catalogue of Life.

## Utseende
Arten är med en kroppslängd (huvud och bål) av 98 till 119 mm, en svanslängd av 55 till 74 mm och en vikt av 19 till 27 g en stor näbbmus. Den har 17 till 19 mm långa bakfötter och 10 till 12 mm stora öron. Pälsen på hela kroppen och svansen har en brun färg och undersidan är alltid ljusare. Typisk för arten är det stora kraniet i jämförelse till andra kroppsdelar. Bakom de långa framtänderna finns flera tänder med en spets. Den diploida kromosomuppsättningen består av 46 kromosomer (2n=46).

## Utbredning och ekologi
Denna näbbmus förekommer i västra Afrika från Guinea till Nigeria. Det finns bara ett fåtal fyndplatser och en större population. Arten vistas vanligen i fuktiga skogar i låglandet. Den hittades även i bergsskogar och på skogsgläntor upp till 1800 meter över havet. Ibland besöker arten odlingsmark.
Denna näbbmus har troligtvis samma beteende som Crocidura nigeriae och Crocidura poensis.

## Hot
Beståndet hotas av landskapsförändringar. Uppskattningsvis minskar hela populationen med upp till 30 procent över tio år. IUCN kategoriserar arten globalt som nära hotad.